# Wilhelm Stuckart
Wilhelm Stuckart (Wiesbaden, 16 november 1902 – omgeving van Hannover, 15 november 1953) was een Duitse jurist en deelnemer aan de Wannseeconferentie waar de 'definitieve oplossing voor het Joodse Vraagstuk' werd besproken.
Stuckart werd geboren als zoon van een spoorwegbeambte. Hij studeerde rechten en werd jurist. Hij nam als jongeman in 1923 deel aan Hitlers Bierkellerputsch (Bierhal-staatsgreep) in München. Stuckart werd lid van de NSDAP (Nationaalsocialistische Duitse Arbeiderspartij). In 1928 promoveerde hij tot doctor in de rechten. In 1930 werd hij vrederechter, in 1932 advocaat. In 1936 werd hij lid van de SS.
Van 1935 tot 1945 was hij staatssecretaris van Binnenlandse Zaken. Hij nam als 'juridisch expert' van het ministerie van Binnenlandse Zaken deel aan de Wannseeconferentie. Daar bepleitte hij de sterilisatie van 'niet-Ariërs' en de ontbinding van gemengde huwelijken tussen Joden en niet-Joden. Hij ging evenwel later akkoord met de 'evacuatie' (de term voor uitroeiing tijdens de Wannseeconferentie).
In mei 1945 werd hij minister van binnenlandse zaken in de Flensburgregering onder Karl Dönitz. Na de capitulatie werd hij als lid van de regering-Dönitz gearresteerd en berecht voor een van de militaire tribunalen in Neurenberg. Zijn deelname aan de Wannseeconferentie (waarvan de notulen recentelijk aan het licht waren gekomen) was een belangrijk onderdeel van het betoog van de aanklagers in het Wilhelmstraßenproces. Stuckart gaf voor niet geweten te hebben dat de daar besproken Endlösung de volledige uitroeiing van de Joden in Europa behelsde. De rechters gingen daar niet in mee en oordeelden dat Stuckart op de hoogte moest zijn geweest van het uiteindelijke lot van de Joden, en dat hij een actieve rol had gespeeld in het maken van ontwerpen van wetten en regelingen, waaronder de rassenwetten van Neurenberg. In 1949 werd het vonnis uitgesproken. In verband met zijn slechte gezondheid werd Stuckart veroordeeld tot ruim drie jaar cel, de tijd die hij al in voorarrest had doorgebracht. Daarna was hij wethouder in Helmstedt.
In 1950 werd hij door een denazificatierechtbank veroordeeld als Mitläufer tot een boete van DM 500,-. In 1951 werd hij voorzitter van de Bund der Heimatvertriebenen und Entrechteten. Hij kwam om het leven tijdens een auto-ongeluk. Een in september 1951 begonnen proces tegen Stuckart voor de Berlijnse denazificatie-rechtbank kon daardoor niet worden afgerond.

## Familie
Op 26 augustus 1932 trouwde Stuckart met Lotte Köhle (geboren 15 januari 1906 te Saarbrücken). Het echtpaar kreeg drie zonen; 1936, Gunter (1940-1941) en in 1942 nog een zoon. Hun eenjarige zoon Gunter werd slachtoffer van de kinder-euthanasie als gevolg van zijn Syndroom van Down.

## Carrière
- SS-Obergruppenführer: 30 januari 1944[4][5][6]
- SS-Gruppenführer: januari 1942[4][5][7]
- SS-Brigadeführer: januari 1938[4][5]
- SS-Oberführer: 30 januari 1937[4][5][8]
- SS-Standartenführer: 13 september 1936[8][5]

## Lidmaatschapsnummers
- NSDAP-nr.: 378 144[8][4] (hernieuwd lid 1[9] december 1930[10])
- SS-nr.: 280 042[4][8] (lid herfst 1936[11])

## Decoraties
- Kruis voor Oorlogsverdienste, 1e Klasse[5]  en 2e Klasse[5]
- Gouden Ereteken van de NSDAP op 30 januari 1939[12]
- Dienstonderscheiding van de NSDAP[5]
- Ehrendegen des Reichsführers-SS[8][5]
- SS-Ehrenring[8]
- Grootkruis in de Orde van het Oorlogskruis op 28 juli 1943[5][13]